# Polska Konwencja Węglowa
Polska Konwencja Węglowa (1925–1930 Ogólnopolska Konwencja Węglowa) – organizacja kartelowa w okresie II Rzeczypospolitej, której celem było ustalanie cen i koordynacja zbytu węgla kamiennego, badanie rynków zbytu i organizacja eksportu w celu wyeliminowania konkurencji między kopalniami w Polsce i ułatwienia im ekspansji na rynki zagraniczne.
Utworzona po rozpoczęciu w styczniu 1925 wojny celnej między Polską a Niemcami, której pierwszym aktem było obłożenie przez Republikę Weimarską importu węgla z Polski cłem protekcyjnym w restrykcyjnej wysokości, co spowodowało załamanie się eksportu węgla z Polski do Niemiec. Dotyczyło to w szczególności węgla z kopalń polskiej części Górnego Śląska, gdyż w czerwcu 1925 wygasła klauzula konwencji genewskiej z 1922 o bezcłowym wywozie węgla górnośląskiego do Niemiec, a władze Republiki Weimarskiej zakazały wwozu węgla z Polski.
Umowa konwencyjna zawarta została 10 lipca 1925 w Katowicach i weszła w życie 30 września 1925. Konwencja zrzeszała 15 członków Górnośląskiej Konwencji Węglowej (istniejącej w latach 1898–1918 i reaktywowanej 1 maja 1925) i 14 uczestników Dąbrowsko-Krakowskiej Konwencji Węglowej. Przedsiębiorstwa należące do Konwencji zatrudniały w 1926 ok. 128 000 robotników, dając 98% produkcji węgla kamiennego w Polsce. Uprzywilejowaną pozycję w Konwencji zajmowały przedsiębiorstwa górnośląskie (dotyczyło to polityki cen, przydziału kwot kartelowych, licencji wysyłkowych i podziału rynków zbytu). Konwencja Górnośląska miała w ramach kwot Konwencji Ogólnopolskiej zapewnione 74% wydobycia, Konwencja Dąbrowsko-Krakowska – 25,5%, Gwarectwo Brzeszcze – 0,5%.
Umowę konwencyjną zawarto na pięć lat. Po upływie terminu jej ważności, 28 lutego 1931 dokonano reorganizacji Konwencji, która przyjęła nazwę Polskiej Konwencji Węglowej. Nowa umowa objęła 34 uczestników, w tym 18 z Górnego Śląska. W 1936 członkowie Polskiej Konwencji Węglowej reprezentowali kopalnie produkujące 99% węgla. Konwencja prowadziła proeksportową politykę węglową, kosztem wysokich cen na rynku krajowym. Polskiej Konwencji Węglowej przewodniczył inż. Julian Cybulski, uprzednio dyrektor Departamentu Górniczo-Hutniczego Ministerstwa Przemysłu i Handlu RP.